# Nathan Byukusenge
Nathan Byukusenge, né le 8 août 1980 à Gihara, est un coureur cycliste rwandais. Son frère Patrick est aussi coureur cycliste.

## Biographie
Né à Gihara dans la province du Sud, Nathan Byukusenge est un rescapé du génocide rwandais de 1994. Alors âgé de 14 ans, il parvient à s'enfuir et reste caché durant plusieurs semaines dans une forêt où il raconte avoir « vécu comme une bête ». Son père et son oncle sont tués lors du massacre. Quelques années plus tard, il devient « taxi-cycliste », en transportant durant des heures ses clients autour de la capitale Kigali. 
Il commence la compétition en 2003 ou 2004. En 2007, il intègre la première équipe cycliste rwandaise, la « Team Rwanda » dirigée par l'ancien coureur américain Jonathan Boyer. Devenant l'un des meilleurs cyclistes du pays, il se classe troisième du Tour du Rwanda, puis deuxième de cette même épreuve en 2008, juste derrière son compatriote Adrien Niyonshuti. En 2010, il termine troisième du championnat du Rwanda sur route, du Kwita Izina Cycling Tour et neuvième du Tour du Cameroun. 
En 2011 et 2012, il devient vice-champion du Rwanda. 
Après avoir envisagé de mettre un terme à sa carrière, il décide finalement de poursuivre la compétition en 2014 en conciliant le VTT et la route. En 2015, il termine huitième du Tour du Rwanda et neuvième du Tour du Cameroun. La même année, il devient le premier cycliste rwandais à être sélectionné pour participer à l'épreuve cross-country des championnats du monde de VTT, à Vallnord. Pour une première, il se classe 92e. En août 2016, il se présente à Rio de Janeiro pour participer au cross-country des Jeux olympiques.
En 2017, il rejoint l'encadrement de l'équipe nationale du Rwanda.

## Palmarès
- 2007
  - 3e du Tour du Rwanda
- 2008
  - 2e du Tour du Rwanda
- 2009
  - Tour de Kigali
- 2010
  - 3e du championnat du Rwanda sur route
  - 3e du Kwita Izina Cycling Tour
- 2011
  - 2e du championnat du Rwanda sur route
- 2012
  - 2e du championnat du Rwanda sur route
- 2013
  - Anti-Corruption Race
  - 3e du championnat du Rwanda sur route

## Classements mondiaux
| Année           | 2008 | 2009 | 2010 | 2011 | 2012 | 2013 | 2014 | 2015 | 2016 |
| --------------- | ---- | ---- | ---- | ---- | ---- | ---- | ---- | ---- | ---- |
| UCI Africa Tour | 177e |      | 149e | 191e | 52e  | 86e  |      | 179e | 221e |